# Pietro Grammorseo
Pietro Grammorseo ou Pierre de Mons est un peintre d'origine flamande, sans doute de Mons en Hainaut, qui a effectué sa carrière en Italie dans le Piémont à Casale Monferrato au début du XVIe siècle ; il y meurt en 1531 ou peu avant.

## Biographie
Pietro Grammorseo est attesté comme peintre à Casale Monferrato de 1521 à 1531. Un acte de 1521, concernant la dot que le peintre Francesco Spanzotti (frère du peintre Giovanni Martino Spanzotti) lui doit pour son mariage avec sa fille Caterina, le désigne comme le fils du peintre défunt « Rolet de Moncia » (Mons) ; Grammorseo est installé avec son beau-père et exerce comme peintre : « laborare et exercere officium sive exercitium suum pictorie ». 
Le 8 janvier 1523, Margherita Guiscardi et ses enfants passent commande à « Magister Petrus de Monserio Flamengus pictor » d'un retable pour l'église San Franceso de Casale ; le contrat indique précisément les thèmes : le baptême du Christ pour le panneau central ; saint Antoine de Padoue et saint Defendente à gauche ; sainte Barbe et saint Antoine à droite ; saint Vincent, sainte Marguerite, saint Jacques et saint Eusèbe dans le registre supérieur ; la vie de saint Jean Baptiste dans la prédelle. Deux panneaux de ce retable sont conservés, Le Baptême du Christ et Saint Antoine de Padoue et saint Defendente.

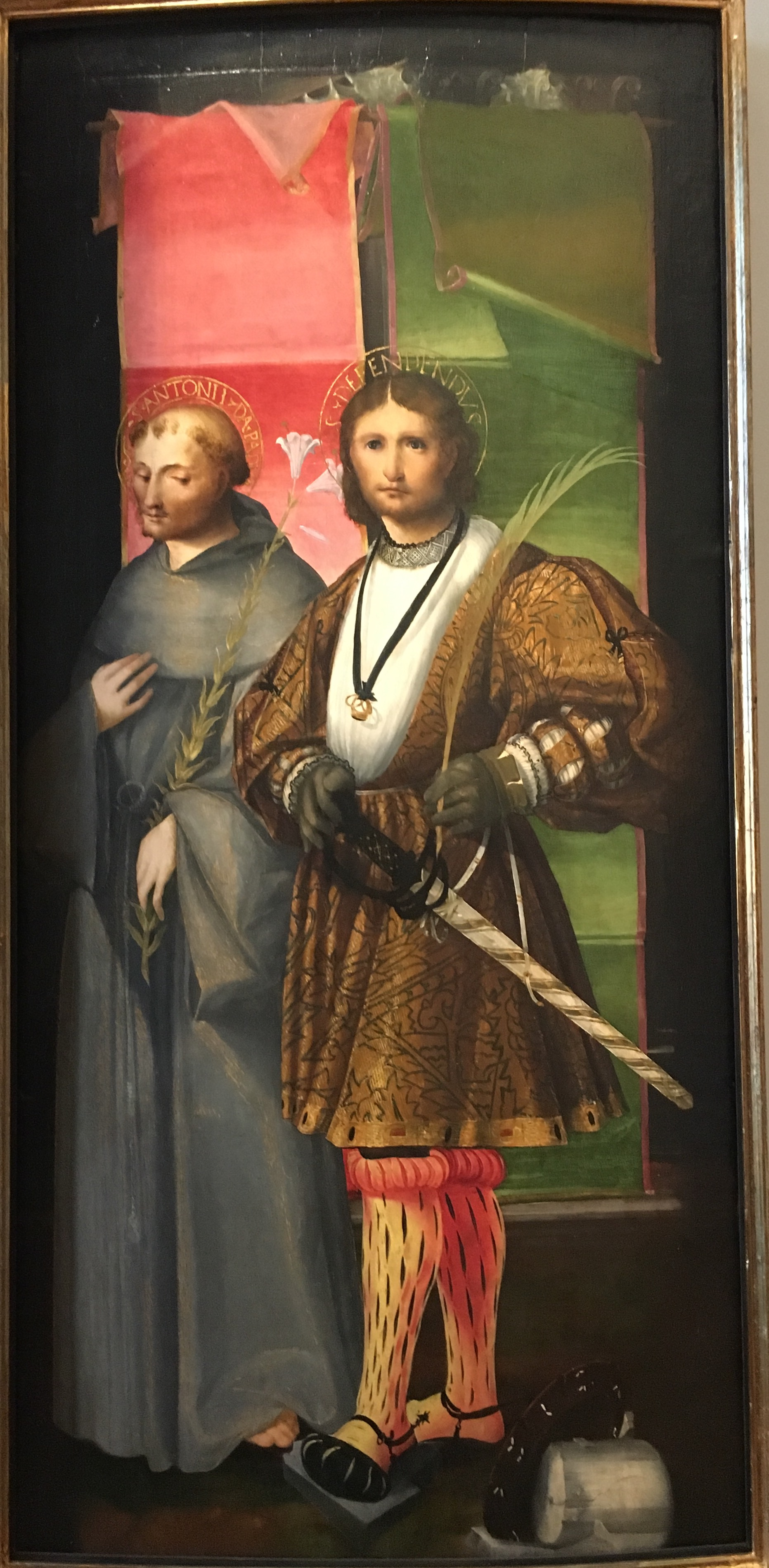
Saint Antoine de Padoue et saint Defendente

Un retable représentant l'Immaculée Conception, conservé à Dublin, à la National Gallery of Ireland porte l'inscription « Petrus Gramorseus faciebat 1526 », et correspond au tableau dont la présence est attestée au début du XIXe siècle dans l'église paroissiale de Bosco Marengo dans le Piémont, sans qu'il soit certain qu'il ait été réalisé pour elle,.
Grammorseo meurt avant le 21 août 1531, date du testament de Gabriele Spanzotti, chanoine de la cathédrale de Casale et frère de Francesco Spanzotti, qui laisse un legs à ses nièces Anastasia et Margherita, filles de « quondam magistri Petri Gram Morsio pictoris » et de Caterina.

## Œuvres
- Polyptyque en collaboration avec Gandolfino da Roreto pour la cathédrale d'Asti, après 1521[7] : Vierge à l'enfant sur un trône, entourée d'anges ; Crucifixion ; saintes Orsola et Eulalie, saints Jean Baptiste et Jules, avec un donateur ; conservé à Turin, Museo civico d'arte antica (it), Turin.
- Baptême du Christ, Turin, Museo civico d'arte antica[8].
- Baptême du Christ, Turin, Galerie Sabauda.
- Saint Antoine de Padoue et saint Defendente, Turin, Galerie Sabauda.
- Saint Jean Baptiste et saint Laurent, Besançon, Musée des beaux-arts[9].
- Vierge à l'enfant avec des saints, Vercelli, Palais archiépiscopal[2].
- Immaculée Conception, Dublin, National Gallery of Ireland.
- Saint Jacques le Majeur, Turin, Mercato antiquario[10].
- Saint Philippe apôtre, Turin, Mercato antiquario[11].
- Adoration des Mages[12].